# Riley Osborne
Josh Terry (Hereford, 27 de março de 1998) é um lutador profissional inglês. Ele é mais conhecido por seu tempo na WWE, onde atuou sob o nome de ringue Riley Osborne.

## Início de carreira
Terry começou a treinar já em 2014, quando o compatriota Johnny Moss abriu sua escola de luta livre profissional na Inglaterra. Com apenas 16 anos, Terry fez sua estreia.

## Carreira na luta livre profissional

### WWE (2018–2025)

#### Primeiras aparições e NXT UK (2018–2023)
Terry fez sua primeira aparição na WWE no episódio de 7 de novembro de 2018 do 205 Live, sob o nome de ringue Josh Morrell, onde perdeu para Lio Rush. Terry fez outra aparição no episódio de 2 de janeiro de 2019 do NXT UK como Josh Morrell, onde perdeu uma luta para Wild Boar. Em 2 de setembro de 2023, sob o nome de Riley Osborne, ele fez sua estreia oficial na WWE no NXT Level Up, em uma derrota para Javier Bernal. Em 30 de novembro, Osborne fez sua estreia no plantel principal no Main Event, em uma luta em que perdeu para Apollo Crews.

#### NXT (2023–2025)
Em dezembro de 2023, Osborne foi anunciado como parte do Torneio NXT Breakout e foi apresentado como um aluno da Chase University. Osborne venceu Keanu Carver na primeira rodada e Lexis King nas semifinais, mas perdeu para Oba Femi na final durante o NXT: New Year's Evil em 2 de janeiro de 2024. Mais tarde, em janeiro, na tentativa de salvar a Chase U da dívida, Osborne e o colega Duke Hudson entraram no Dusty Rhodes Tag Team Classic, mas perderam na primeira rodada para Joaquin Wilde e Cruz Del Toro da Latino World Order. Durante esse tempo, Osborne começou um relacionamento romântico com a colega da Chase U, Thea Hail, e a convidou para um encontro no NXT Vengeance Day para o Dia dos Namorados, o que ela aceitou. No entanto, o encontro no Dia dos Namorados não terminou bem, pois Hail seguiu o conselho de Jacy Jayne para ser difícil de conseguir, e ambos concordaram em permanecer apenas amigos. No episódio de 19 de março do NXT, Osborne desafiou Drew Gulak do No Quarter Catch Crew pelo Copa Heritage do NXT, mas perdeu por 2-1 após a interferência de Jayne e Jazmyn Nyx, que se viraram contra a Chase U.
No início de maio de 2024, Ridge Holland começou a se associar à Chase U. No episódio de 14 de maio do NXT, Andre Chase ofereceu a Osborne a oportunidade de ser parceiro de dupla de Holland em sua luta contra The Good Brothers (Luke Gallows e Karl Anderson), o que desagradou Osborne. The Good Brothers venceram a luta após mais um erro de Holland. No episódio de 21 de maio do NXT, Fallon Henley derrotou Hail para garantir uma vaga na luta de escadas de seis mulheres para coroar a campeã inaugural do Campeonato Norte-Americano Feminino do NXT no NXT Battleground. Nos bastidores, Osborne discutiu com Holland por ter custado a vitória de Hail, levando Chase a propor que os dois resolvessem suas diferenças no ringue, onde Holland derrotou Osborne. Após a luta, Osborne ainda não aprovava a colaboração da Chase U com Holland, com Hudson apoiando Osborne. No episódio de 4 de junho do NXT, Osborne e Hudson se recusaram a entrar com Holland para a luta de Hail contra Jazmyn Nyx. No meio da luta, Osborne e Hudson apareceram na beira do ringue para a surpresa de Hail, o que Nyx aproveitou para derrotar Hail. No episódio de 19 de novembro do NXT, Holland, que posteriormente se juntou e desertou da Chase U, derrotou Chase com o futuro da Chase U em jogo, causando a dissolução da Chase U.
Osborne fez sua primeira aparição na WWE após a dissolução da Chase U no episódio de 12 de março de 2025 do Evolve, onde perdeu para Oro Mensah, do grupo Meta-Four. Em 2 de maio, Osborne foi dispensado de seu contrato com a WWE.

### Total Nonstop Action Wrestling (2024)
No episódio de 15 de agosto de 2024 do Impact!, Terry, como Riley Osborne, fez sua estreia na Total Nonstop Action Wrestling (TNA) como representante do NXT, derrotando Chris Bey e John Skyler em uma luta three-way para se qualificar para a luta Ultimate X no Emergence, mas falhou em conquistar o Campeonato da X Division da TNA.

## Vida pessoal
Em dezembro de 2023, Terry ficou noivo da também lutadora profissional Bea Priestley, que também atua na WWE sob o nome de Blair Davenport. Eles se casaram em julho de 2024.

## Títulos e prêmios
- Target Wrestling
  - Target Wrestling Heavyweight Championship (1 vez)
  - Target Wrestling Tag Team Championship (1 vez)– com Charlie Rose
  - High Octane Division Championship (2 vezes)